# Étienne Hastrel de Rivedoux
Étienne d'Hastrel de Rivedoux (Pointe-aux-Trembles, Quebec, 4 de Fevereiro de 1766 - 19 de Setembro de 1846) foi um general de artilharia do Primeiro Império Francês. Nasceu no Quebec, no Canadá, em 1766, o qual era, naquela altura, a colónia britânica da Província do Quebec. Era filho de um oficial do exército francês que serviu na Índia durante a Guerra dos Sete Anos e, mais tarde, no Quebec.
Nascido no seio da nobreza rural, frequentou a Real Escola Militar, em Paris, como oficial-cadete. Depois de terminar o curso, Hastrel ocupou vários cargos secundários. Durante a Revolução francesa, em 1789, e nas subsequentes revoltas políticas e sociais, jurou lealdade para com a França. Descrito pelos seus colegas como naturalmente talentoso, depressa ascendeu a postos hierárquicos superiores, ocupando várias posições importantes no exército, nomeadamente no do Reno, no do Danúbio, no da Helvética e no Grande Armée. Teve, também, a seu cargo, divisões de engenheiros e sapadores durante a Guerra Peninsular.
Após a Restauração Bourbon, manteve os seus títulos e honrarias. Terminou o serviço militar activo em 1825 mas, cinco anos depois, foi chamado de novo desempenhando funções até 1832 durante a Revolução de Julho. Morreu em 19 de Setembro de 1846 em Versalhes.